# William L. Ewing
William L. Ewing est un homme politique, né à Saint-Louis le 16 mars 1843 et mort à Vincennes en 4 juin 1905.

## Biographie
William L. Ewing est le fils de William Lane Ewing (1809-1873) et de Clara Berthold (fille de Bartholomew Berthold (en) et petit-fille de Jean-Pierre Chouteau). En 1880, il épouse Mary Fleming, d'Indianapolis.
Diplômé du Christian Brothers College, il travaille comme commis dans l'entreprise prospère de son père pendant de nombreuses années. L'entreprise est dissoute après le décès de son père en 1873. Devenant une figure importante du monde bancaire, il possède également des intérêts dans l'agriculture et l'investissement. Il participe à la création de la State National Bank en 1885 et est membre de son conseil d'administration.
En 1877, il est élu à la Chambre des délégués, en vertu de la Charte et du Plan de Séparation de 1876, et en devient le président. Il est maire de Saint-Louis de 1881 à 1885,. Sous son mandat, le funiculaire est inauguré, 19 kilomètres de rues commerçantes sont pavés et le St. Louis Exposition and Music Hall (en) est construit.

## Crédit de traduction
- (en) Cet article est partiellement ou en totalité issu de l’article de Wikipédia en anglais intitulé « William L. Ewing » (voir la liste des auteurs).